# Can Rectoret
Can Rectoret és un dels tres nuclis del barri de les Planes, juntament amb el de Mas Gimbau i el de Mas Sauró. Es troba al límit occidental de Vallvidrera al cor del pulmó verd de Collserola.
Can Rectoret és una ziga-zaga de carrers asfaltats per a torres, construïdes sense gaire ordre urbanístic a partir dels anys quaranta. Aquest procés d'ocupació es prolongarà fins a l'any 1976, data de l'aprovació del primer Pla General Metropolità para aquesta àrea. L'edifici més destacat és el sanatori de Can Rectoret, construït el 1905 per Josep Bayó i Font, un deixeble d'Antoni Gaudí.